# Dagobert (Sänger)

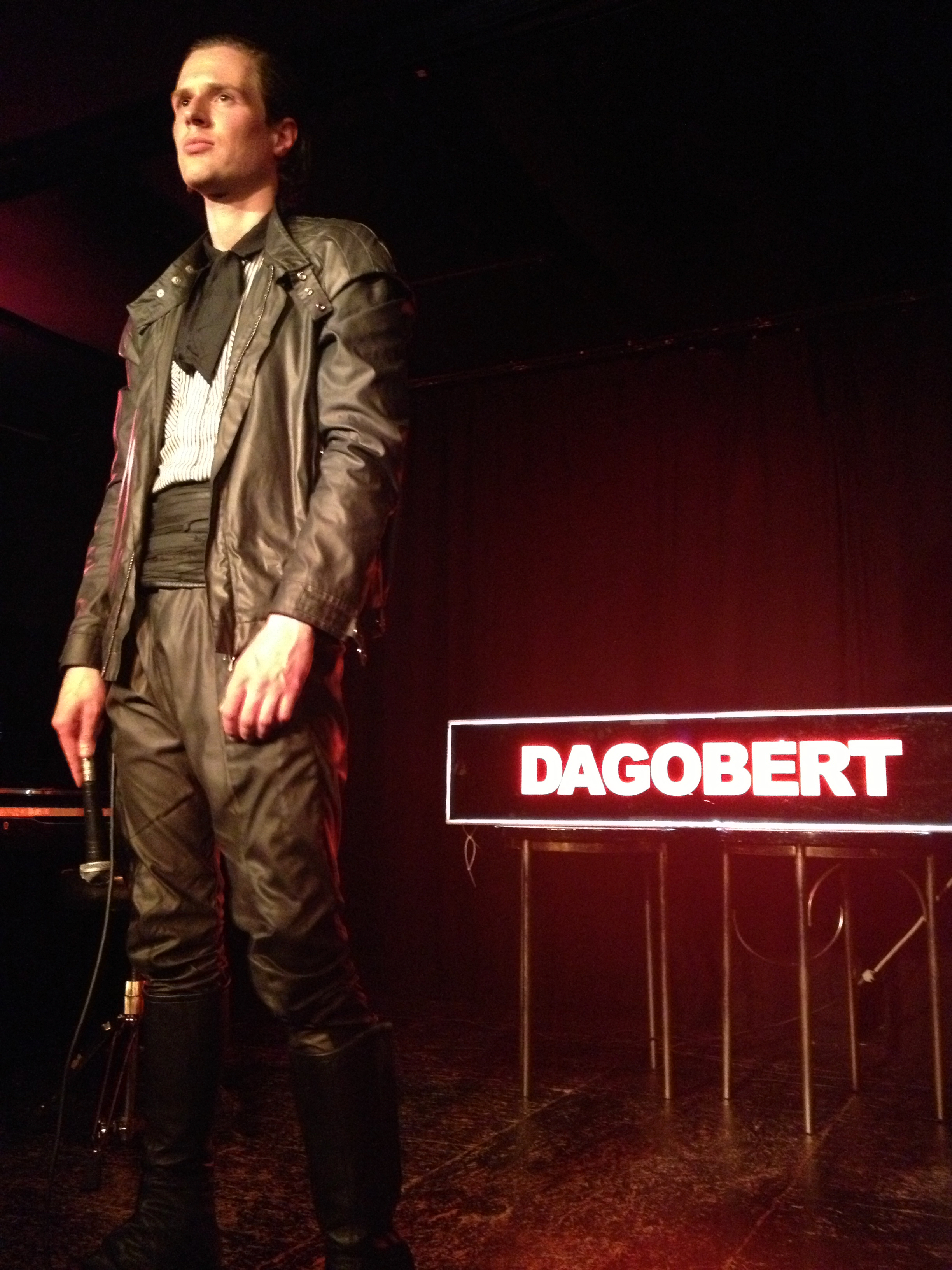
Dagobert bei einem Auftritt 2013 in München

Dagobert, bürgerlich Lukas Jäger (* 1982), ist ein Schweizer Sänger mit Wohnsitz in Berlin.

## Musik
Dagobert singt deutschsprachige Liebeslieder mit breit angelegten, an die 1980er-Jahre angelehnten Synthesizer-Arrangements, die von Kritikern als „Elektro-Schlager“ bezeichnet werden. Im Interview mit Süddeutsche.de beschreibt der Künstler selbst seine Musik als „Schlager mit Anspruch“. Als Vorbilder nennt er die Scorpions, David Hasselhoff und Olaf Malolepski von den Flippers, aber auch Leonard Cohen und Hank Williams. Das Material für das Debütalbum Dagobert entstand in den Schweizer Alpen. Markus Ganter produzierte es in Mannheim und ergänzte es mit Schlagzeugaufnahmen von Konrad Henkelüdeke. Es erschien im April 2013 bei Buback/Universal.
Sein zweites Album Afrika erschien am 20. März 2015 ebenfalls bei Buback. Als Gastmusiker waren unter anderem Mille Petrozza (Kreator) und Konstantin Gropper (Get Well Soon) an den Aufnahmen beteiligt. 2016 und 2017 wurde Dagobert jeweils mit einem Preis für Popkultur für seine Mitwirkung bei Lang lebe der Tod (Casper) in den Kategorien „Lieblingslied“ und „Lieblingsvideo“ ausgezeichnet.
Am 1. März 2019 erschien Dagoberts drittes Album Welt Ohne Zeit bei Staatsakt/Caroline (Universal). Es wurde von Konrad Betcher produziert, unter Beteiligung von Dagoberts langjährigem Live-Gitarristen Max Zahl. Die Aufnahmen fanden in Brandenburg statt. Der Musikexpress bezeichnet Welt Ohne Zeit als „einen Ausflug in die Achtzigerjahre“. Im Unterschied zu den beiden ersten Alben geht es in den zehn Songs von Welt Ohne Zeit um stattgefundene Beziehungen und nicht mehr um die Sehnsucht nach einer unerreichbar scheinenden Liebe. Auf laut.de wird die Musik des Albums als „einfach Pop […] relativ arm an Subversion und frei von jeder Art von Humor“ bezeichnet.

## Leben
Nach dem Abitur gewann Dagobert mit fünf selbstgeschriebenen Songs ein mit 18.000 CHF dotiertes Kulturstipendium und ging für ein halbes Jahr nach Berlin. Dann zog er für fünf Jahre in das Haus seines Onkels im 30-Seelen-Dorf Pigniu in den Bündner Bergen. Dort komponierte und arrangierte er in Abgeschiedenheit seine Lieder mit einem alten Laptop und der Software Cubase. Seither lebt er wieder in Berlin. 2014 erhielt er vom Aargauer Kuratorium einen Werkbeitrag in Höhe von 20.000 CHF.
Im Jahr 2012 spielte Dagobert eine Nebenrolle in Klaus Lemkes Film Berlin für Helden. 2013 übernahm er eine Rolle im Lemke-Film Kein großes Ding.

## Diskografie

### Alben
- 2013: Dagobert
- 2015: Afrika
- 2019: Welt ohne Zeit
- 2021: Jäger
- 2022: Bonn Park
- 2023: Schwarz
- 2024: Dagobert und die wahre Musik vom südlichen Blütenland